# Авермектины
Авермектины — антибиотики, инсектициды, акарициды и нематициды с 16-членным макроциклическим лактонным кольцом, относящиеся к макролидам; являются продуктом жизнедеятельности бактерий Streptomyces avermitilis. В 1984 году были получены их синтетические формы.

## История
Впервые авермектины были выделены Сатоси Омурой в 1978 году при проведении исследований образцов почвы в Ито. Их инсектицидныe и акарицидные свойства были исследованы специалистом фирмы «Мерк и Ко» Уильямом Кэмпбеллом. В 2015 году Сатоси Омури и Уильям Кэмпбелл получили за свои исследования, позволившие создать новый класс лекарств для лечения инвазии, вызываемой паразитическими червями, половину Нобелевской премии по физиологии и медицине.

## Принцип действия
Авермектины — нейротоксические яды. Принцип действия заключается в том, что они стимулируют освобождение гамма-аминомасляной кислоты (ГАМК) из нервных окончаний и повышение связи ГАМК с местами рецептора на постсинаптической мембране мышечных клеток. Это приводит к блокированию передачи нервного импульса, вследствие чего происходит паралич и смерть. Эффективны против насекомых, клещей и нематод.
Эффективность авермектинов очень резко повышается с ростом температуры, например при её уменьшении с 24 до 17°С токсичность для паутинного клеща снижается в 7,6 раз, а при повышении до 32°С возрастает в 4,8 раз.

## Токсичность для полезных животных и человека
Авермектины не фитотоксичны, не проникают через гематоэнцефалический барьер. Исключением являются некоторые породы собак, у которых есть мутация в гене АВСВ1 (MDR1). 
Токсичны для большинства водных беспозвоночных и рыб, среднетоксичны для пчёл.
Большим преимуществом и одновременно недостатком авермектинов является их быстрое разложение: в воздухе при солнечном свете период полуразложения всего 12 часов, в почве и воде 1-7 суток. С одной стороны, это позволяет обрабатывать растения всего за двое суток до снятия урожая, но с другой стороны не дает сколько-нибудь длительного защитного действия. Кроме того, эффективность авермектинов очень резко снижается в случае выпадения осадков (даже росы).
Авермектины не всасываются корнями растений из почвы и не накапливаются в них.
Авермектины не обладают антибактериальной  активностью.

## Сельскохозяйственное применение
Важным моментом в производстве препаратов на основе авермектинов, является стадия извлечения авермектинов из клетки путем экстракции. Экстракты авермектинов для сельскохозяйственного применения: «Фитоверм» (аверсектин С),  «Зефир» и «Вертимек» (абамектин).

## Рекомендуемая литература
- Рославцева С. А. Новая группа инсектоакарицидов и нематоцидов // «Агрохимия». — 1987. — № 7. — С. 130.
- Действие авермектинов на клетки лимфолейкоза Р-388 in vitro // Антибиотики и химиотерапия. — 1999. — № 6. — С. 16—20.